# Star Tours
Vous lisez un « bon article » labellisé en 2022.
Star Tours (litt. « Voyages stellaires »)  est une ancienne attraction des parcs Disney de type cinéma dynamique. Conçue par les équipes de la WED Enterprises et de Lucasfilm sous la direction de George Lucas, il s'agit d'un simulateur de vol permettant aux visiteurs de voyager dans l'univers de la saga Star Wars. À son ouverture, elle est considérée comme faisant partie des meilleures attractions des parcs Disney.
La première version de l'attraction est inaugurée à Disneyland en 1987, localisée à Tomorrowland, elle remplace Adventure Thru Inner Space. Dans les années qui suivent, d'autres versions pratiquement identiques ouvrent à Tokyo Disneyland, aux Disney's Hollywood Studios et au parc Disneyland. Sa technologie commençant à vieillir, elle est peu à peu remplacée dans les années 2010 par sa suite : Star Tours: The Adventures Continue.

## Concept et création

### Développement
Au début des années 1980, George Lucas, dirigeant de Lucasfilm et créateur de Star Wars, est approché par Ronald William Miller, le président-directeur général des Walt Disney Productions, pour qu'une attraction dérivée de la saga soit construite dans ses parcs à thème. Après quelques années de négociations, Lucas et Michael Eisner, le nouveau dirigeant de Disney, parviennent à un accord. Lucas touche 1 000 000 $ par attraction par parc par année. En contrepartie, Disney peut adapter les créations originales de Lucasfilm dans ses parcs d'attractions,,.
En 1984, la conception de la première attraction adaptée de Star Wars commence. De nombreuses idées sont proposées par George Lucas auprès de la WED Enterprises. Le premier projet consiste en des montagnes russes passant dans diverses salles où se trouvent des audio-animatronics des personnages iconiques de la saga. Cependant, le délai de trois ans imposé pour l'ouverture de l'attraction ne permet pas la réalisation de ce projet. Après une visite des simulateurs de vol de l'armée américaine, il est proposé de les réutiliser pour raconter une histoire dans laquelle les visiteurs montent à bord du Faucon Millenium et quitte Tatooine.
Un film d'une durée de 4 minutes et 35 secondes est réalisé. Les effets spéciaux sont conçus par Industrial Light & Magic, une entreprise créée lors de la production du film Un nouvel espoir. La réalisation du film fait face à plusieurs difficultés. Comme il s'agit de ce qui peut être vu à travers la fenêtre du cockpit, ce ne peut être qu'un plan-séquence. De plus, les mouvements de la caméra sont limités par ceux du simulateur. Les concepteurs souhaitent utiliser une nouvelle technologie, le cinéma numérique, pour que ce ne soit pas toujours le même film projeté. L'idée n'est pas retenue pour des raisons économiques, le format 70 mm coutant moins cher.
Finalement, Star Tours ouvre ses portes le 9 janvier 1987 à Disneyland. Le succès est tel que l'attraction reste ouverte près de soixante heures d'affilée. Elle est dupliquée pratiquement à l'identique à Tokyo Disneyland et aux Disney-MGM Studios en 1989, et à Euro Disneyland en 1992,,,.

### Technologie
La technologie des simulateurs de vol utilisée dans Star Tours est inspirée de ceux employés par l'armée américaine pour la formation de ses pilotes. Le prix d'achat de chacun de ces simulateurs en 1986 est de 500 000 $. Dénommés Advanced Technology Leisure Application Simulator (en), ils sont produits en Angleterre par Rediffusion Simulation, une entreprise désormais détenue par Thales. Les visiteurs entrent et sortent des cabines de simulation par des plateformes rétractables,,.
Le film est diffusé sur un écran situé dans la cabine par un projecteur localisé sous le cockpit grâce à un miroir. La bobine se trouve dans une boîte scellée et est maintenue en mouvement par des rouleaux pour éviter qu'elle ne s'abîme.

## Film

### Synopsis
À la suite du rachat de la société Lucasfilm par The Walt Disney Company, tous les éléments racontés dans les produits dérivés datant d'avant le 26 avril 2014 ont été déclarés comme étant en dehors du canon et ont été regroupés sous l’appellation « Star Wars Légendes ».

#### Présentation de l'univers

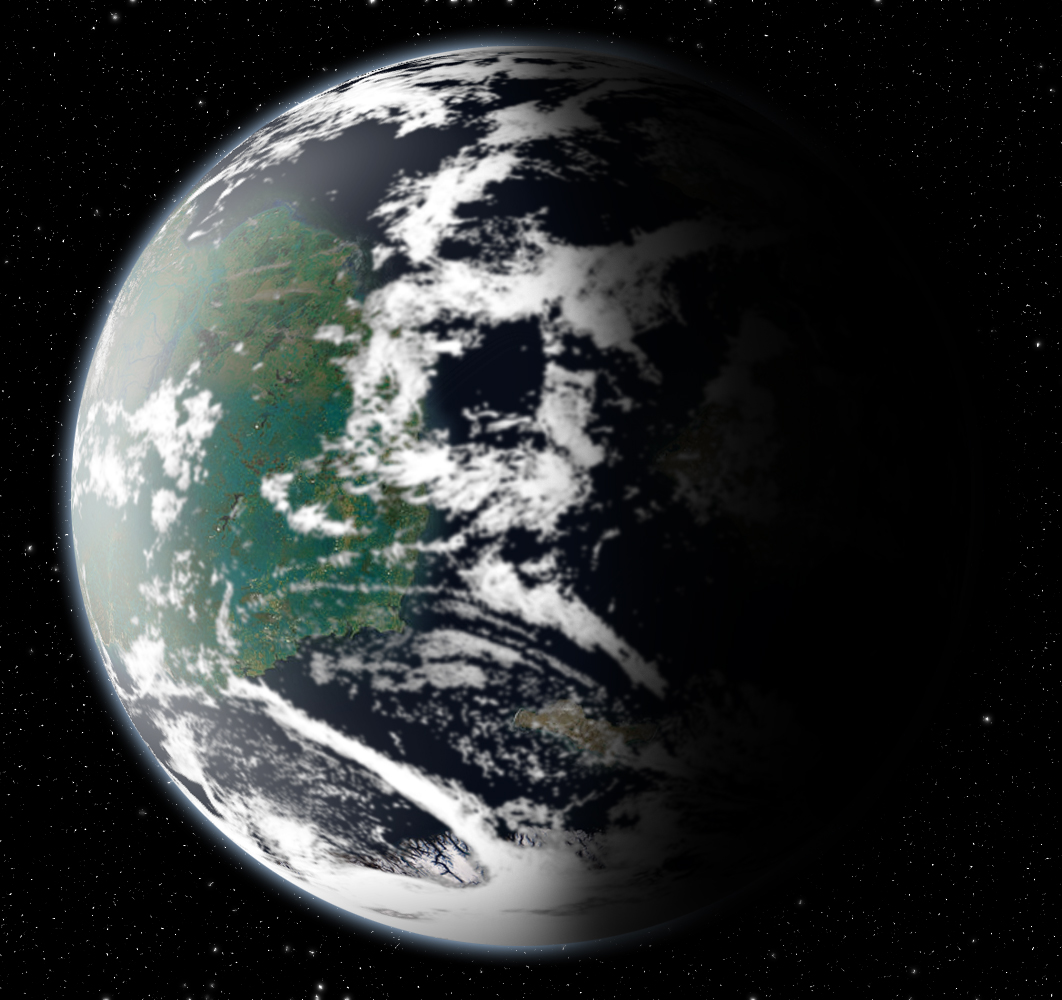
Vue d'artiste d'une planète semblable à la lune d'Endor.

L'univers de Star Wars se déroule dans une galaxie, théâtre d'affrontements entre les Chevaliers Jedi et les Seigneurs noirs des Sith, personnes sensibles à la Force, un champ énergétique mystérieux leur procurant des pouvoirs psychiques. Les Jedi maîtrisent le Côté lumineux de la Force, pouvoir bénéfique et défensif, pour maintenir la paix dans la galaxie. Les Sith utilisent le Côté obscur, pouvoir nuisible et destructeur, pour leurs usages personnels et pour dominer la galaxie.
Pour amener la paix, une République galactique a été fondée avec pour capitale la planète Coruscant. Mais, tout au long de son existence, elle est secouée par des sécessions et des guerres. Pour mettre fin à ceci, la République est remplacée en 19 av. BY par un Empire galactique autoritaire et discriminatoire. Cette nouvelle entité est dirigée par le Sith Palpatine et son apprenti Dark Vador.
Mais après plusieurs années, la brutalité du régime provoque l'apparition d'une opposition armée : l'Alliance rebelle. Sa première victoire se déroule lors de la bataille de Yavin, lorsque les rebelles parviennent à détruire l'arme absolue de l'Empire, la station spatiale Étoile de la mort. En 3 ap. BY, Dark Vador contre-attaque en détruisant la base principale des rebelles sur la planète Hoth. L'année suivante, les rebelles découvrent l'existence d'une seconde Étoile de la mort autour d'Endor. Lors de la bataille qui s'y déroule, ils parviennent à renverser l'Empire, à détruire sa nouvelle super arme et à vaincre l'Empereur et son disciple Dark Vador. La nouvelle entité qui gouverne la galaxie, la Nouvelle République, doit cependant poursuivre le combat contre les vestiges de l'Empire.

#### Déroulement du synopsis

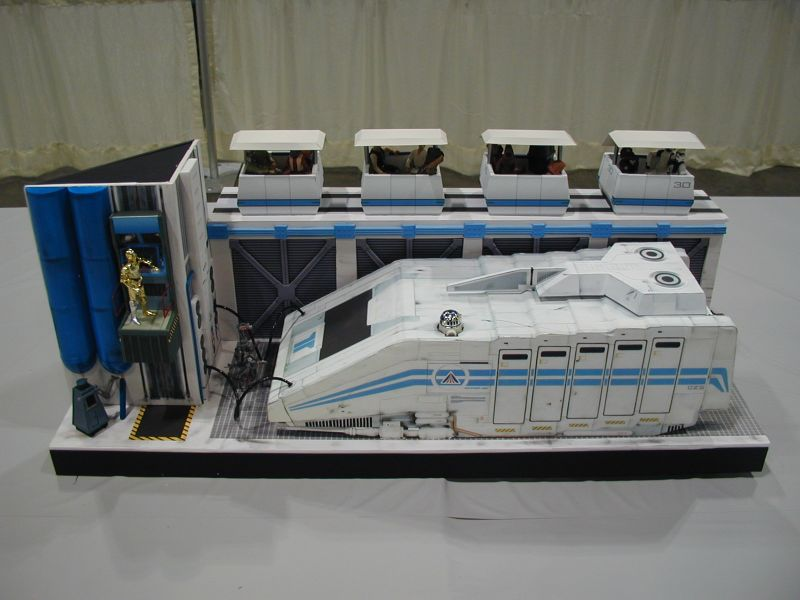
Maquette de la baie de maintenance.

Le visiteur entre dans un spatioport de la compagnie de vol spatial Star Tours. Il commence par traverser la baie de maintenance où se trouvent les droïdes C-3PO et R2-D2 qui s'affèrent autour d'un StarSpeeder 3000, le principal vaisseau de la compagnie. Il passe ensuite au niveau du « Secteur 2 » où G2-9T et G2-4T réparent d'autres droïdes. Le visiteur arrive enfin au niveau de l'aire d'embarquement où il est orienté vers l'une des portes qui mènent aux vaisseaux de la ligne Endor Express,.
Une fois à bord du StarSpeeder 3000, le visiteur est accueilli par RX-24 ou R-3X alias Rex, tandis que R2-D2 est chargé sur la navette. Le capitaine Rex informe les passagers qu'il s'agit de son premier vol et qu'ils sont prêts à décoller pour Endor. Alors qu'il se dirige vers l'aire de décollage, le vaisseau dévie de sa trajectoire vers la baie de maintenance de laquelle il parvient à s'extirper de justesse. Le StarSpeeder effectue ensuite un saut dans l'hyperespace vers Endor. Cependant lors de leur approche, il manque la lune et se retrouve à devoir traverser des comètes. À leur sortie, la navette est piégée par un Destroyer stellaire qui l'a captée dans son rayon tracteur. Elle est libérée par des X-wing de l'escadron « rouge » des forces de la Nouvelle République. Le capitaine Rex décide de rejoindre l'escadron pour combattre les forces impériales et reçoit la dénomination « Red vingt-quatre ». Après avoir combattu quelques chasseurs TIE, l'escadron « rouge » se dirige vers la troisième Étoile de la mort toute proche. Quelques un de ses membres, dont le StarSpeeder 3000, pénètrent dans la tranchée où ils portent un coup fatal à la station de combat. Rex décide alors de quitter le champ de bataille et saute à nouveau dans l'hyperespace pour rentrer. Le vaisseau se pose finalement dans un spatioport Star Tours avec quelques difficultés à freiner,.

### Personnages

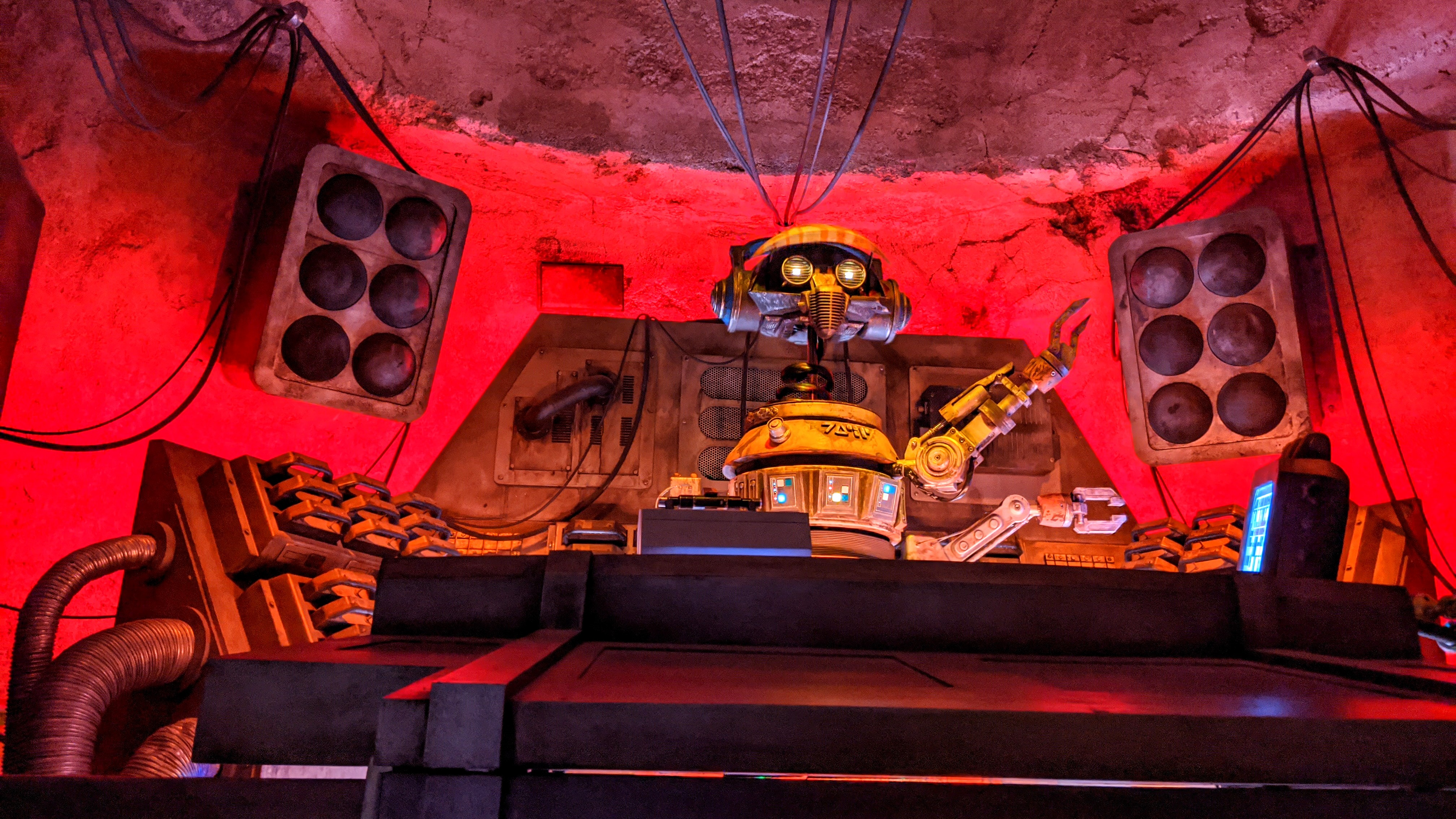
Rex à la Oga's Cantina.

- RX-24, ou R-3X alias le capitaine Rex, est un droïde pilote de série RX employé par la compagnie de vol spatial Star Tours. Il pilote un StarSpeeder 3000 sur la ligne Endor Express. Il tient les commandes pour la première fois lors du vol ST-45 durant lequel il combat les Vestiges de l'Empire avec l'aide des forces de la Nouvelle République[18]. Quelque temps plus tard, il démissionne de Star Tours et rejoint officiellement la Nouvelle République. Il participe notamment à la bataille de Jakku, avant d’atterrir sur Batuu, d'être reprogrammé et de devenir disc jockey à la Oga’s Cantina[Note 7],[19],[20].
- R2-D2 est un droïde astromécano successivement au service de Naboo, de la République galactique et des Jedi, et de l'Alliance rebelle[21]. Après la bataille d'Endor, il est embauché par la compagnie de vol spatial Star Tours[18].
- C-3PO est un droïde de protocole construit par Anakin Skywalker sur Tatooine. Durant la guerre des clones, il accompagne la sénatrice Amidala. Après la guerre, il est récupéré par le sénateur Organa et sert l'Alliance rebelle[22]. Après la bataille d'Endor, il est embauché par la compagnie de vol spatial Star Tours[18].

### Fiche technique
Sauf indication contraire, les informations mentionnées dans cette section peuvent être confirmées par la base de données cinématographiques IMDb,  présente dans la section « Liens externes ».
- Titre : Star Tours
- Réalisation : Dennis Muren
- Scénario : George Lucas
- Musique : Richard Bellis
- Effets spéciaux : George Giordano
- Son : Gary Summers et Gary Rydstrom
- Production : Tom Fitzgerald
  - Production exécutive : George Lucas
- Sociétés de production : Lucasfilm et Walt Disney Imagineering
- Pays de production :  États-Unis
- Langue originale : anglais
- Format : couleur — 70 mm[1]
- Genre : science-fiction
- Durée : 4 minutes 35 secondes[1]

### Distribution
- Paul Reubens (VF : Luq Hamet) : voix de Rex[Note 8]
- Kenny Baker : R2-D2
- Anthony Daniels : voix de C-3PO
- Warwick Davis : Ewok
- Peter Mayhew : Chewbacca
- Steve Gawley : chef de l'escadron rouge
- Ira Keeler : homme chutant à la fin du film
- Jenifer Lewis : annonciatrice des consignes de sécurité

Sources : Allociné et Allodoublage.com

Photos des principaux interprètes.
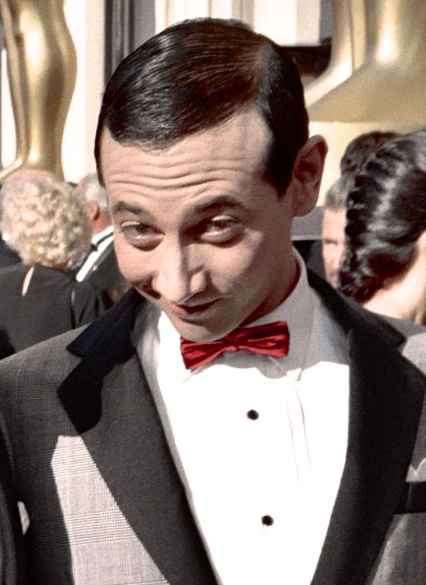
Paul Reubens en 1988.
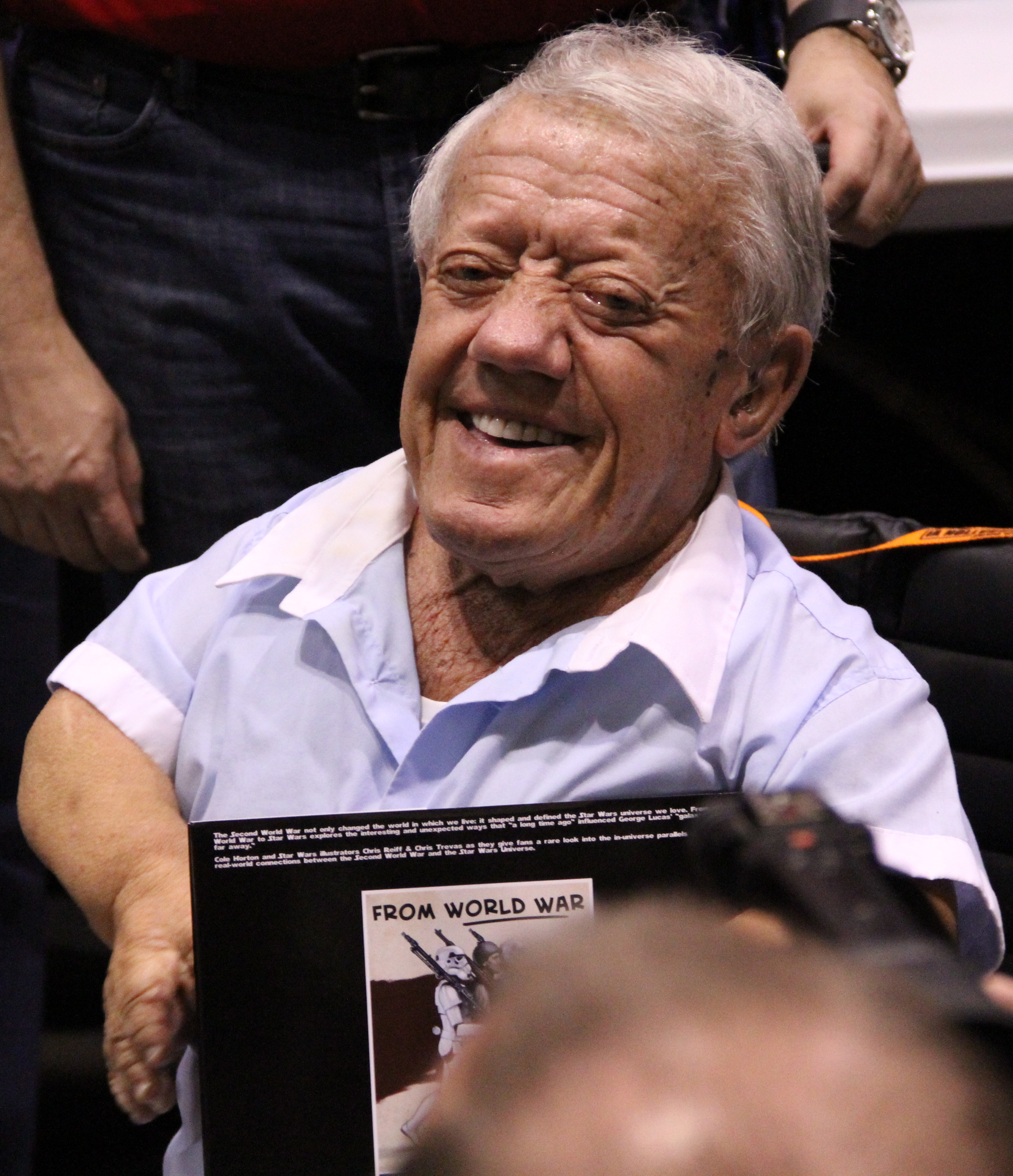
Kenny Baker en 2012.
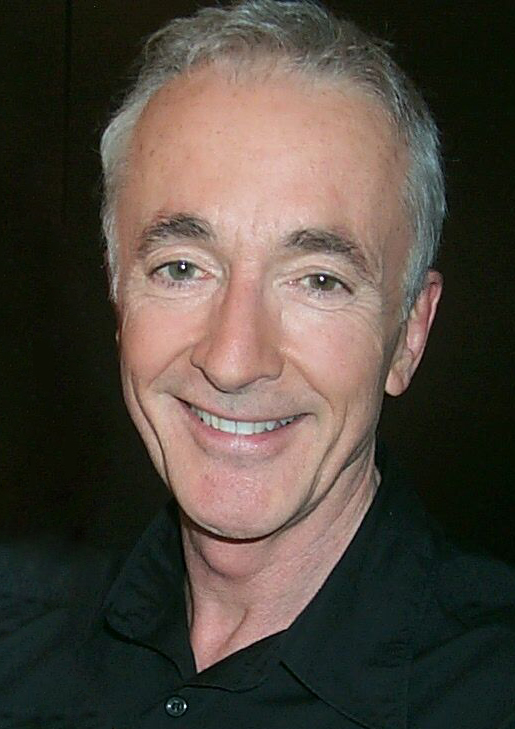
Anthony Daniels en 2005.
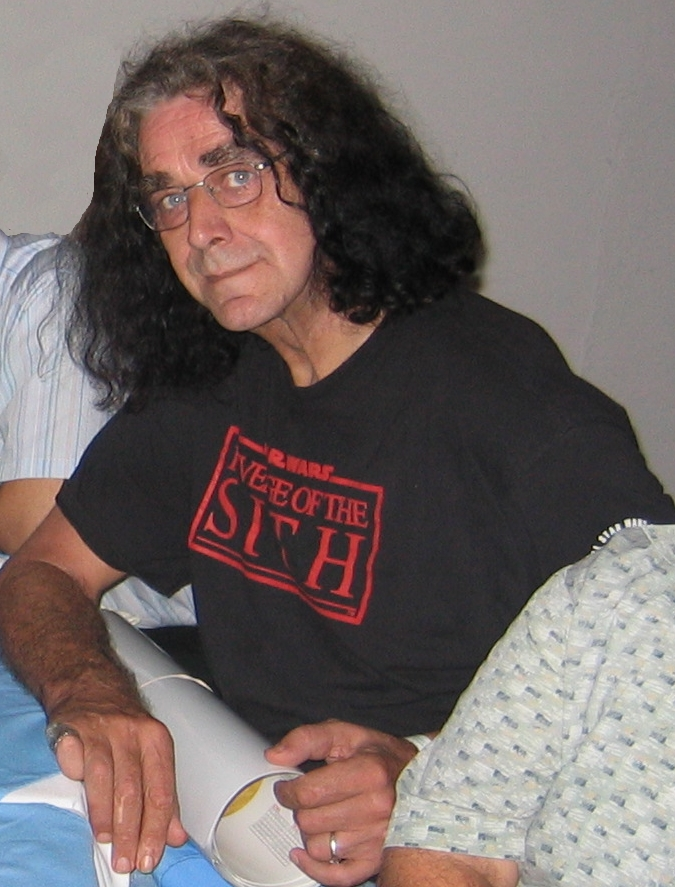
Peter Mayhew en 2005.
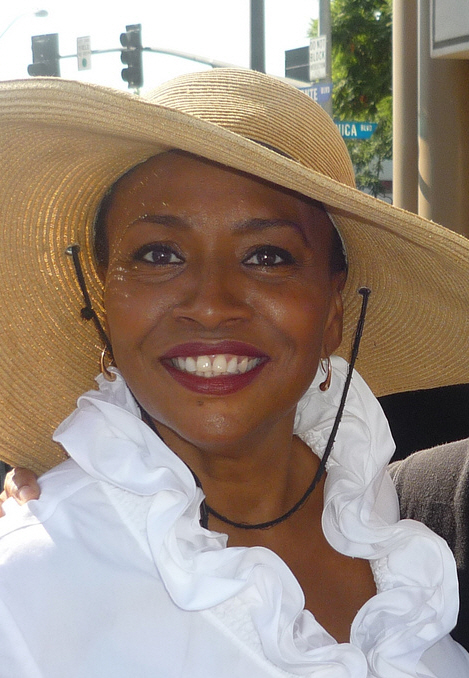
Jenifer Lewis en 2008.

## Localisations

### Disneyland

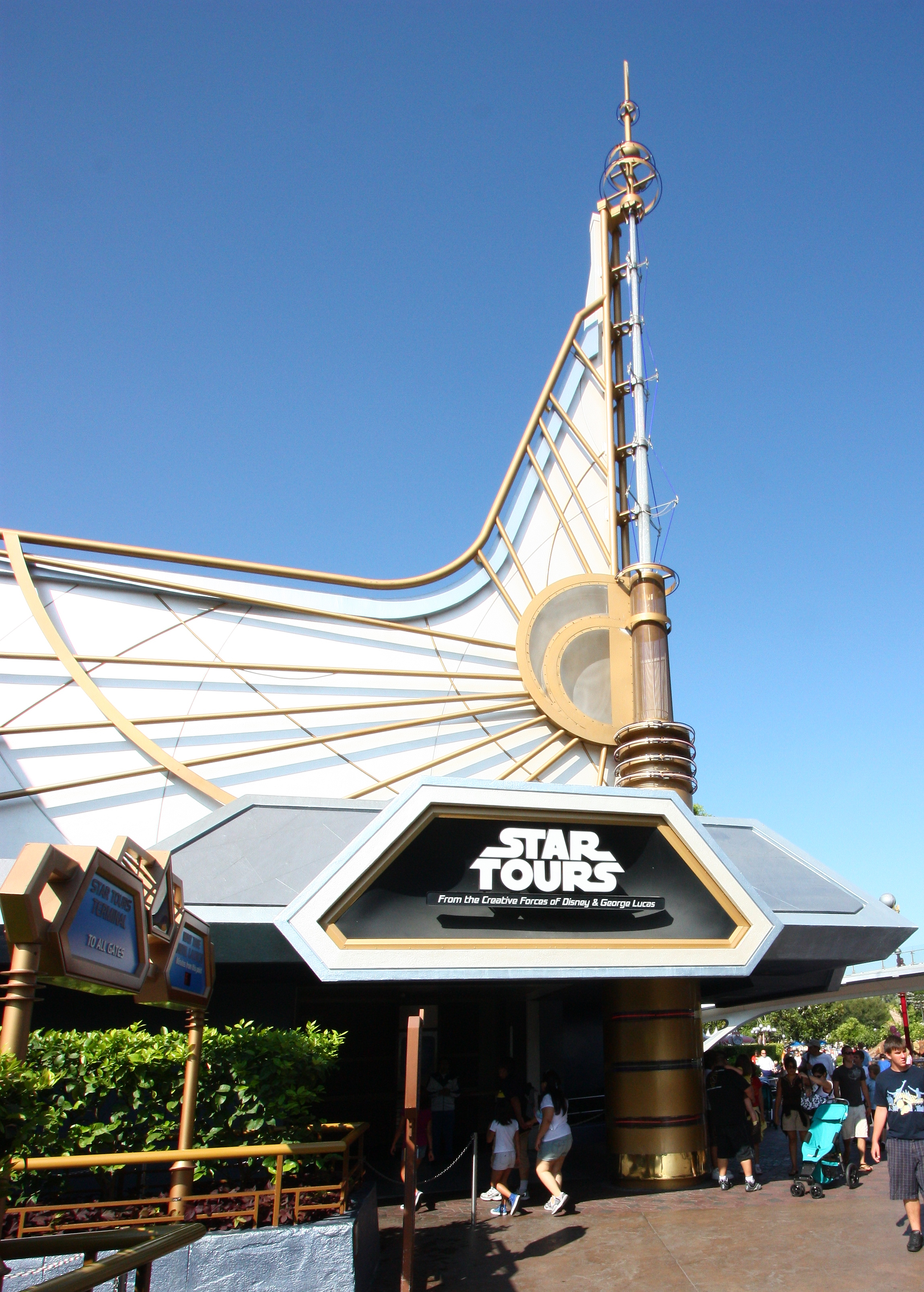
Entrée de l'attraction à Disneyland en 2009.

La version de Disneyland en Californie est la première à être construite. Elle est inaugurée le 9 janvier 1987 en présence de Michael Eisner, le PDG de The Walt Disney Company, et George Lucas, le créateur de la saga Star Wars. L'engouement est tel que l'attraction reste ouverte soixante heures d’affilée.
Elle est localisée à Tomorrowland, où elle remplace Adventure Thru Inner Space. Elle ferme le 27 juillet 2010 pour être réhabilitée et devenir Star Tours: The Adventures Continue.
Cette attraction bénéficie du système FastPass
- Ouverture : 9 janvier 1987[26]
- Fermeture : 27 juillet 2010[27]
- Conception : Walt Disney Imagineering
- Effets spéciaux : Industrial Light & Magic
- Nombre de simulateurs : 4
- Taille minimale requise pour l'accès : 1,02 m
- Partenaire : M&M's (1987-1998), Energizer (1998-2016)[28]
- Durée : 4 min 35 s
- Type d'attraction : simulateur de vol, cinéma dynamique
- Situation : 33° 48′ 43″ N, 117° 55′ 05″ O
- Attraction précédente :
  - Adventure Thru Inner Space (1967-1985)
- Attraction suivante :
  - Star Tours: The Adventures Continue

### Tokyo Disneyland

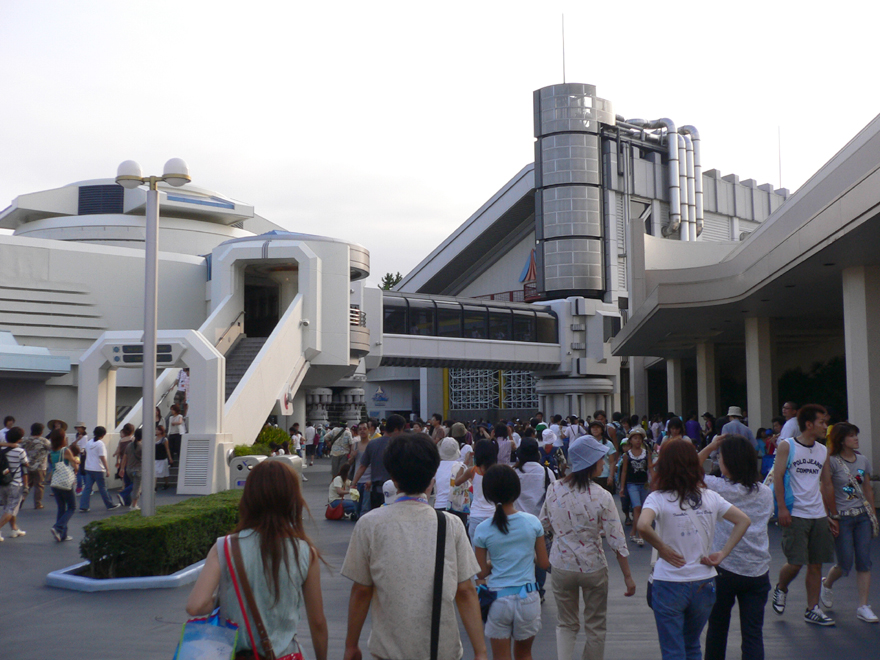
Entrée de l'attraction à Tokyo Disneyland en 2006.

La version japonaise ouvre le 12 juillet 1989 lors du second plan de développement de Tokyo Disneyland. Elle se trouve à Tomorrowland, l'entrée est un hangar blanc où trois fenêtres permettent d'observer la zone thématique.
L'attraction ferme le 2 avril 2012 pour être réhabilitée et devenir Star Tours: The Adventures Continue.
- Ouverture : 12 juillet 1989[26]
- Fermeture : 2 avril 2012[30]
- Conception : Walt Disney Imagineering dont David Mumford[31]
- Effets spéciaux : Industrial Light & Magic
- Nombre de simulateurs : 6
- Taille minimale requise pour l'accès : 1,02 m
- Durée : 4 min 35 s
- Type d'attraction : simulateur de vol, cinéma dynamique
- Situation : 35° 38′ 00″ N, 139° 52′ 42″ E
- Attraction suivante :
  - Star Tours: The Adventures Continue

### Disney's Hollywood Studios

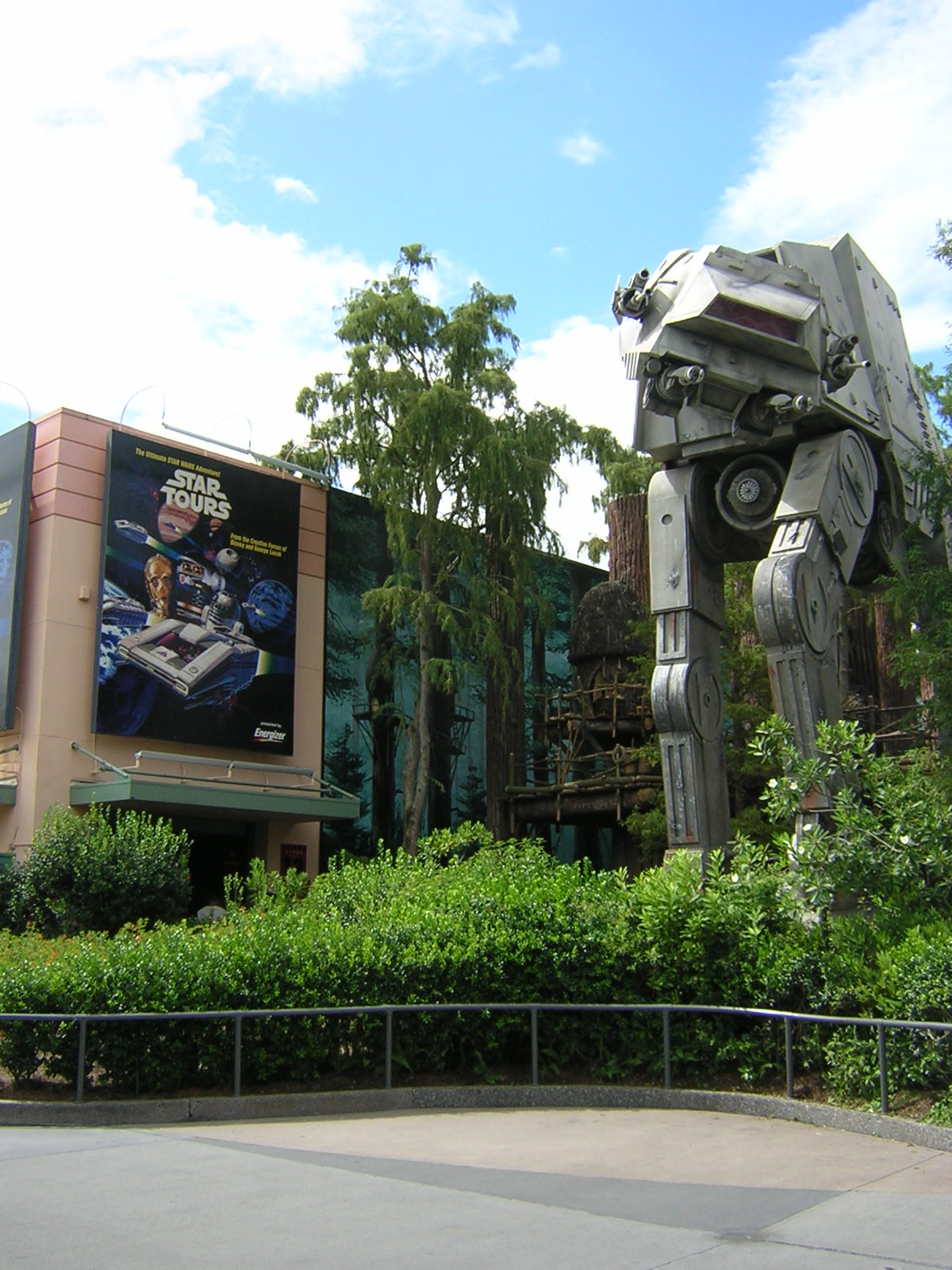
Entrée de l'attraction aux Disney's Hollywood Studios en 2007.

La version des Disney's Hollywood Studios, alors nommé Disney-MGM Studios, en Floride, est inaugurée le 15 décembre 1989. Située à Backlot, l'entrée se distingue par une reproduction de la forêt de la lune d'Endor et d'un TB-TT tourné vers les visiteurs.
Elle ferme le 8 septembre 2010 pour être réhabilitée et devenir Star Tours: The Adventures Continue.
Cette attraction bénéficie du système FastPass
- Ouverture : 15 décembre 1989[26]
- Fermeture : 8 septembre 2010[30]
- Conception : Walt Disney Imagineering
- Effets spéciaux : Industrial Light & Magic
- Nombre de simulateurs : 6
- Taille minimale requise pour l'accès : 1,02 m
- Partenaire : Energizer
- Durée : 4 min 35 s
- Type d'attraction : simulateur de vol, cinéma dynamique
- Situation : 28° 21′ 20″ N, 81° 33′ 32″ O
- Attraction suivante :
  - Star Tours: The Adventures Continue

### Parc Disneyland
La version française ouvre le 12 avril 1992 en même temps que le parc Disneyland, alors nommé Euro Disneyland. Localisée au fond de Discoveryland, l'entrée de l'attraction est facilement visible grâce au X-wing qui y trône. La sortie se fait par L'Astroport Services Interstellaires, où les visiteurs peuvent interagir avec le droïde ROX-N. Ce lieu abrite pendant un temps des jeux sur écran tactile notamment. Ceux-ci visent à promouvoir le partenaire de l'attraction : IBM. À partir de 2005, il abrite une simple salle d'arcade.
L'attraction ferme le 16 mars 2016 pour être réhabilitée et devenir Star Tours : L'Aventure continue,.
Cette attraction bénéficie du système FastPass
- Ouverture : 12 avril 1992[26]
- Fermeture : 16 mars 2016[30]
- Conception : Walt Disney Imagineering
- Effets spéciaux : Industrial Light & Magic
- Nombre de simulateurs : 6
- Taille minimale requise pour l'accès : 1,02 m
- Partenaire : IBM (1992-2005)[37],[35],[28].
- Durée : 4 min 35 s
- Type d'attraction : simulateur de vol, cinéma dynamique
- Situation : 48° 52′ 30″ N, 2° 46′ 44″ E
- Attraction suivante :
  - Star Tours : L'Aventure continue

## Adaptations

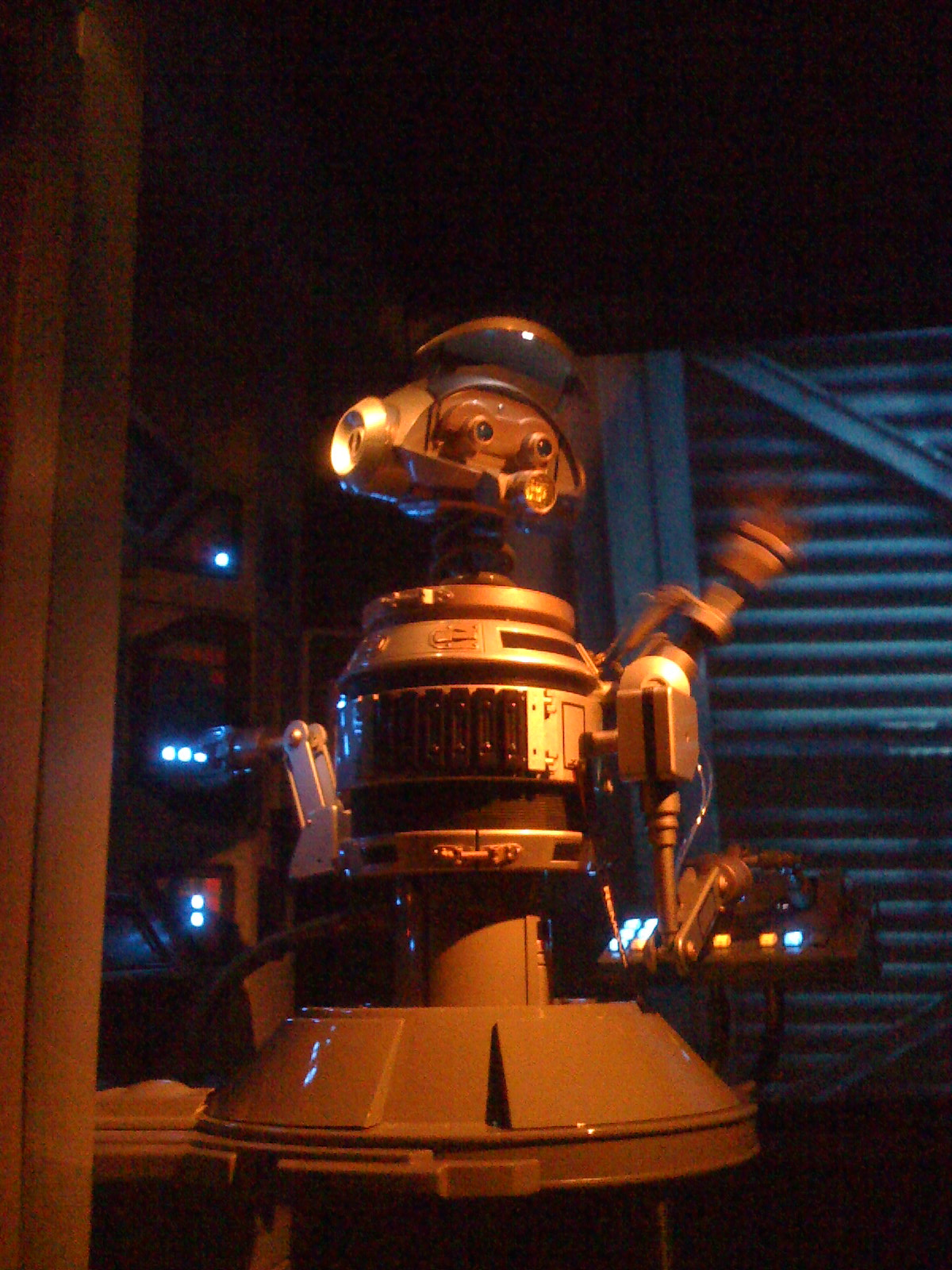
RX-24 ou R-3X alias Rex, un droïde pilote de la série RX.

### Séries télévisées
Il est fait référence à certains éléments de l'attraction dans des séries télévisées. C'est notamment le cas de la compagnie fictive de vol spatiaux Star Tours. Des posters publicitaires pour cette compagnie sont visibles dans plusieurs épisodes de la série télévisée d'animation Star Wars: The Clone Wars. Les droïdes pilotes de série RX apparaissent dans les séries Star Wars Rebels et Le Livre de Boba Fett,,. Dans cette dernière, le droïde est notamment chargé de piloter le vaisseau de transport qui amène Le Mandalorien sur Tatooine.

### Figurines et jouets
De nombreuses figurines représentent des personnages ou des éléments de Star Tours. Ainsi en 2002, Hasbro sort une collection représentant les personnages de l'attraction ou de la file d'attente, notamment le droïde pilote RX-24 et G2-4T,. En 2003, une version miniature du StarSpeeder 3000 accompagnée de RX-24 et R2-D2, est mise en vente. Dans le même temps, de nouveaux personnages de la file d'attente s'ajoutent aux autres figurines déjà proposées à la vente,. L'ensemble de ces figurines n'est vendu que dans les parcs Disney.
En 2022, à l'occasion des trente-cinq ans de l'attraction, une figurine collector vendue en édition limitée du capitaine Rex est disponible dans les parcs Disney. Celle-ci porte autour du cou, un ruban rouge sur lequel est écrit « Remove before flight »,.

## Réception
Star Tours est l'une des attractions les plus populaires des parcs Disney dans le monde. Lorsqu'elle ouvre en 1987, le public est si intéressé pour la faire qu'elle reste ouverte soixante heures d'affilée. La fermeture définitive de celle-ci en 2016 avant sa transformation à Disneyland Paris s'accompagne d'une cérémonie à laquelle de nombreux fans de l'attraction et de la saga participent. En 2022, de nombreux hommages sont rendus à l'ancienne attraction, qui fête cette année-là ses 35 ans. Lors de la convention D23 2022, une présentation de l'attraction et de son histoire est faite en présence notamment de Tony Baxter, un Imagineers ayant conçu Star Tours, et d'Ashley Eckstein qui double le personnage d'Ahsoka Tano dans la version originale de Star Wars: The Clone Wars. L'anniversaire est accompagné de la sortie de produits dérivés collectors tels que des pin's ou des figurines,.
Dans un classement des meilleures attractions Star Wars sur le site de fans de Disney Laughing Place, la version originale de Star Tours se trouve quatrième ; il lui est notamment reproché d'être très ancrée dans les années 1980. Le personnage principal de l'attraction, le capitaine Rex, se trouve à la cinquième place d'un classement des meilleurs droïdes de la franchise réalisé par le site Internet GameSpot.